# Алопуринол
Алопуринол (англ. Allopurinol, лат. Allopurinolum) — синтетичний препарат, що є похідним пуринових основ (гіпоксантину), та належить до групи інгібіторів ксантиноксидази, який застосовується як перорально, так і внутрішньовенно. Алопуринол уперше синтезований у 1956 році Роландом Робінсом, і початково досліджувався як протипухлинний препарат Проте пізніші дослідження за участю Гертруди Белл Елайон довели, що алопуринол має протиподагричну дію, після чого з 1966 року він став застосовуватися як протиподагричний препарат.

## Фармакологічні властивості
Алопуринол — синтетичний препарат, що є аналогом гіпоксантину, та належить до групи інгібіторів ксантиноксидази. Механізм дії препарату полягає в інгібуванні ферменту ксантиноксидази, наслідком чого є зниження продукції сечової кислоти, що спричинює зниження концентрації сечової кислоти в крові, та внаслідок цього зменшення симптомів подагри, а також сприяє розчиненню відкладень уратів та попереджує утворення нових відкладень. Препарат застосовується у хворих подагрою, а також при проведенні хімієтерапії для запобігання підвищення сечової кислоти в крові. Раніше вважалось, що аллопуринол спричинює порівняно незначну кількість побічних ефектів, зокрема з боку серцево-судинної системи, проте пізніше встановлено, що він поступається в кардіологічній безпечності іншому протиподагричному препарату фебуксостату.

### Фармакокінетика
Алопуринол швидко і добре всмоктується при пероральному застосуванні, біодоступність препарату складає близько 90 %. Максимальна концентрація алопуринолу в крові досягається протягом 1,5 години після прийому препарату. Метаболізується препарат у печінці з утворенням активних метаболітів. Виводиться алопуринол з організму переважно з сечею (80 %), частково з калом (20 %), переважно у вигляді метаболітів. Період напіввиведення препарату складає 1—2 години, період напіввиведення активного метаболіта складає 15 годин.

## Показання до застосування
Алопуринол застосовується при подагрі, а також при проведенні хімієтерапії для профілактики підвищення концентрації сечової кислоти в крові, вродженій ферментативній недостатності (синдромі Леша-Ніхана та дефіциті аденін-фосфорибозилтрансферази).

## Побічна дія
При застосуванні алопуринолу можуть спостерігатися наступні побічні ефекти:
- З боку шкірних покривів та алергічні реакції — шкірний висип, свербіж шкіри, гарячка, алопеція, кропив'янка, гіпергідроз, пурпура, знебарвлення волосся, синдром Стівенса-Джонсона, набряк Квінке, фурункульоз, синдром Лаєлла.
- З боку нервової системи — головний біль, запаморочення, парестезії, параліч, сонливість, зміна смакового сприйняття, кома, атаксія, депресія, порушення зору, катаракта.
- З боку травної системи — нудота, блювання, діарея, стоматит, гепатит, холангіт, біль у животі, порушення функції печінки, жовчокам'яна хвороба, некроз печінки.
- З боку серцево-судинної системи — стенокардія, периферичні набряки, брадикардія, артеріальна гіпертензія, підвищена кровоточивість.
- З боку сечостатевої системи — ниркова недостатність, гематурія, гінекомастія, імпотенція, безпліддя.
- З боку опорно-рухового апарату — артралгії, артрит, міалгія, м'язова слабкість, загострення подагри.
- Зміни в лабораторних аналізах — тромбоцитопенія, анемія, лейкопенія, лімфопенія, лейкоцитоз, гранулоцитоз, еозинофілія, підвищення рівня креатиніну та сечовини в крові, збільшення активності печінкових ферментів, гіперліпідемія, гіперглікемія.

## Протипокази
Алопуринол протипоказаний при підвищеній чутливості до препарату, при виражених порушеннях функції печінки і нирок.

## Форми випуску
Алопуринол випускається у вигляді таблеток по 0,1 та 0,3 г; та порошку для ін'єкцій у флаконах по 500 мг.